# Llançadora malat-aspartat
La llançadora de malat-aspartat és un sistema bioquímic per transportar electrons produïts en el citosol durant la glucòlisis cap a la matriu mitocondrial per la fosforilació oxidativa en els eucariotes. Això permet que la reducció del cofactor NADH entri al mitocondri i generi ATP gràcies a la via de la cadena de transport d'electrons.
El NADH s'acumula en el citosol i per mitjà del complex de porina es difon per la membrana mitocondrial externa fins a l'espai intermembranós. Com que la membrana mitocondrial interna és impermeable al NADH, és necessari que es transfereixin els seus electrons sobre molècules portadores (malat) que llavors, amb l'ajuda de proteïnes transportadores, arribaran a la matriu mitocondrial transportant els electrons cap al NAD+ citosòlic.
Aquesta llançadora és present en el cor, el fetge i el ronyó. Permet doncs, el pas dels electrons del NADH citosòlic al NADH mitocondrial per poder produir la fosforilació oxidativa d'una manera reversible.

## Components
La llançadora consta de 4 components proteics principals: 
- Malat deshidrogenasa present en la matriu mitocondrial i en l'espai intermembranós.
- Aspartat aminotransferasa que es troba en la matriu mitocondrial i espai intermembranós.
- Transportador antiport del malat-α-cetoglutarat en la membrana mitocondrial interna.
- Transportador antiport del glutamat-aspartat en la membrana mitocondrial interna.

## Mecanisme
El primer enzim en la llançadora de malat-aspartat és el malat deshidrogenasa, que està present en dues formes: malat deshidrogenasa citosòlic i malat deshidrogenasa mitocondrial, diferenciats per la seva localització i estructura. Aquests catalitzen una reacció en direcció oposada en el procés.
Tot el procés del que s'encarrega la llançadora es pot dividir en 6 passos:
1. Per començar, el malat deshidrogenasa citosòlic (MDHC) catalitza la reacció de reducció del oxalacetat (utilitzant el NADH) per produir malat i NAD+. En aquest procés, els dos àtoms d'hidrogen que provenen del NADH acompanyats per un protó (H+) són traspassats al oxalacetat per formar malat.
2. Una vegada s'ha format el malat, el primer transportador antiport, malat-α-cetoglutarat, importa el malat des del citosol cap a la matriu mitocondrial i simultàniament exporta també α-cetoglutarat des de la matriu cap al citosol.
3. El malat a la matriu és convertit en oxalacetat gràcies a l'enzim malat deshidrogenasa mitocondrial (MDHM). Així durant aquesta reacció el NAD+ del mitocondri és reduït amb dos electrons per formar NADH i un H+ és alliberat.
4. L'oxalacetat és després transformat en aspartat (sinó no podria ser transportat al citosol) per l'enzim mitocondrial aspartat aminotransfarasa que afegeix un radical amino a l'oxalacetat per obtenir l'aminoàcid aspartat.
5. Aquest radical amino és subministrat pel glutamat, que en aquest procés és transformat en α-cetoglutarat pel mateix enzim i és transportat al citosol pel malat-α-cetoglutarat.
6. El segon antiport (glutamat-aspartat) importa el glutamat del citosol a la matriu i exporta l'aspartat de la matriu al citosol. Una vegada al citosol, l'aspartat és convertit per l'enzim citosòlic aspartat aminotransferasa en oxalacetat.

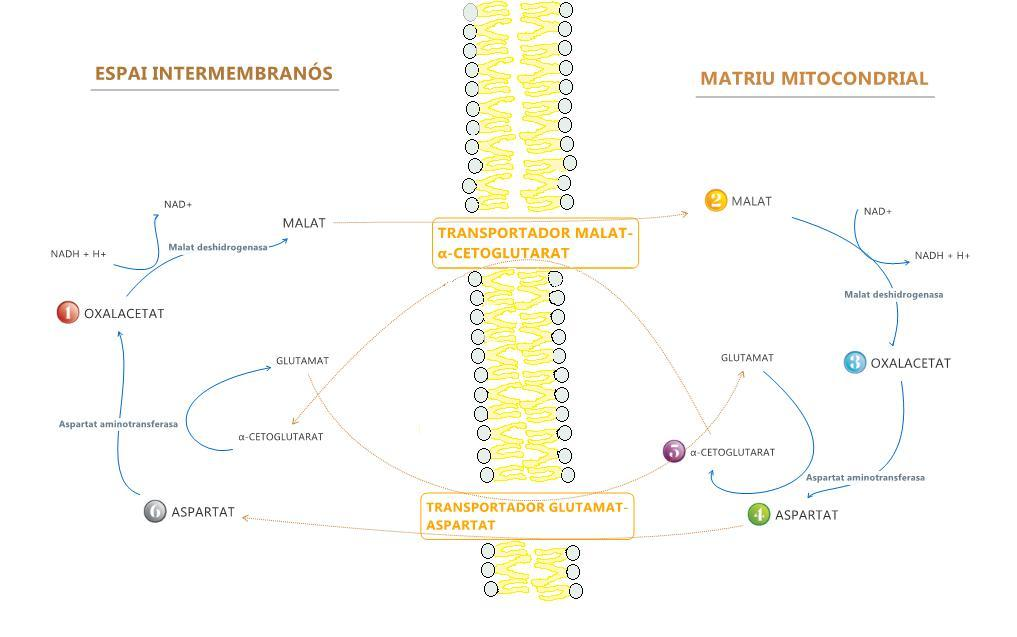
Mecanisme d'acció de la llançadora malat-aspartat.

L'efecte global de la llançadora de malat-aspartat és únicament redox (reaccions d'oxireducció): el NADH en el citosol és oxidat a NAD+, i el NAD+ de la matriu mitocondrial és reduït a NADH. El NAD+ del citosol pot ser reduït de nou amb la glicòlisi i el NADH de la matriu pot passar els seus electrons a la cadena de transport d'electrons per sintetitzar ATP. Gràcies al fet que la llançadora malat-aspartat regenera el NADH dins del mitocondri, és capaç de maximitzar el nombre d'ATP produïts en la glicòlisi (2.5/NADH), en última instància causant un benefici net de 32 molècules d'ATP per molècula de glucosa metabolitzada.
Trobem una l'altra llançadora anomenada glicerol 3-fosfat, present en teixits musculars. Aquesta només és capaç de generar 1.5 ATP per NADH generat en la glucòlisi, a la llarga resultant de 30 ATP per glucosa metabolitzada. En comparació doncs, el glicerol 3-fosfat produeix 1 ATP menys que la llançadora malat-aspartat, rendiment menor perquè l'acceptor d'electrons en el mitocondri és el FAD i no el NAD. Per altra banda, la llançadora del glicerol-fosfat és irreversible i per tant, opera de manera eficient encara que la concentració de NADH al citoplasma, en relació amb la de NAD, sigui baixa; mentre que la llançadora de malat-aspartat és reversible i en conseqüència és conduïda per les concentracions.